# Lennart Hammarskiöld
Tord Lennart Hammarskiöld, född den 27 mars 1912 i Svea Artilleriregementes församling, Stockholm, död den 25 april 1974 i Danderyds församling, var en svensk bankman. Han var son till Ludvig Hammarskiöld och måg till Wilhelm Anrep.

## Biografi
Hammarskiöld avlade filosofie kandidatexamen 1934 och juris kandidatexamen 1936. Han genomförde tingstjänstgöring 1936–1939 och tjänstgjorde inom statsförvaltningen under 1940-talet. Hammarskiöld var vice riksbankschef 1951–1958, direktör vid världsbanken (IBRD), Washington, 1948–1960 och alternate governor för Sverige i den internationella valutafonden (IMF) 1951. Han var vidare medlem i ett flertal ekonomiska och finansiella institutioner. Han var verkställande direktör i AB Svensk Exportkredit, Stockholm, 1962–1974.